# Rhosus denieri
Rhosus denieri là một loài bướm đêm trong họ Noctuidae.